# Concertgebouw (Bruges)
Pour l’article homonyme, voir Concertgebouw (Amsterdam).

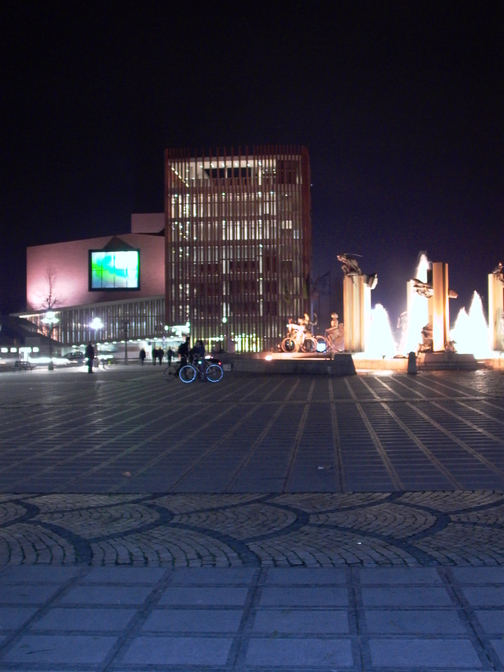
La place 't Zand avec le Concertgebouw et sa Tour de Lanterne.

Le Concertgebouw (« bâtiment de concert ») de Bruges, est un centre international de musique et des arts scéniques situé à Bruges. Il abrite régulièrement des grands festivals, comme le MAfestival de Bruges en août, la Bach Academy en janvier, et un festival de danse en décembre. Le bâtiment, situé sur la place 't Zand, a été construit en 2002, avec le support de la province de Flandre-Occidentale, alors que Bruges était la capitale européenne de la culture, mais il y avait dès 1990 des projets pour un tel bâtiment. Il mesure environ 120 mètres de long, 50 m de large et 35 m de haut.
Outre une grande salle de 1 290 places sur trois niveaux, le bâtiment offre une salle pour musique de chambre qui peut accueillir 320 auditeurs. Au rez-de-chaussée, se trouve une salle de café-concert et le septième et dernier étage de la Tour de Lanterne' est un espace d'exposition consacré à l'art contemporain. On y bénéficie de plus d'une belle vue sur la ville.

## Le bâtiment
Le bâtiment a été conçu par les architectes Paul Robbrecht et Hilde Daem. Par l'emploi de plusieurs trouvailles architecturales comme les 4 696 ressorts sur lesquels repose le bâtiment, le Contergebouw offre une excellente acoustique, de premier plan au niveau mondial. Sur l'aspect architectural du bâtiment, les avis sont partagés. Certains Brugeois considèrent qu'une structure aussi lourde s'accorde mal au contexte historique de la ville. D'autres apprécient les façades recouvertes de milliers de tuiles rouges en terre cuite, 68,000 au total, cuites à Saint-Omer dans le nord de la France.
Le bâtiment est officiellement nommé par le gouvernement flamand Institution d'art de la Communauté flamande et, en 2003, il figure sur la shortlist du Prix de l'Union européenne pour l'architecture contemporaine Mies van der Rohe .

## Anecdote
À l'occasion de l'ouverture du bâtiment, une bière spéciale a été brassée, une bière blonde appelée bière terracotta (nl), en référence aux tuiles en terre cuite recouvrant le bâtiment.

## Galerie

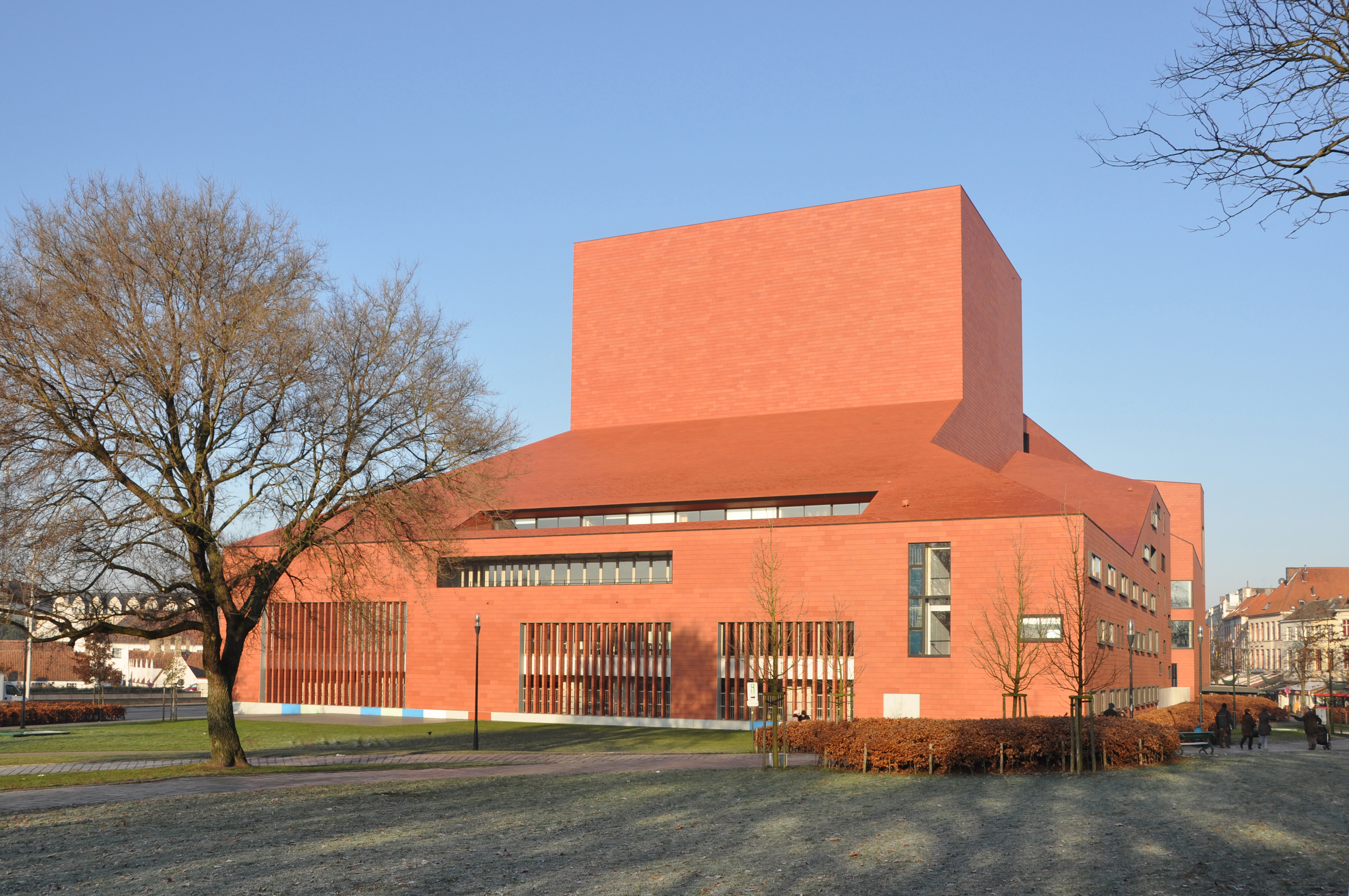
Arrière du Concertgebouw.
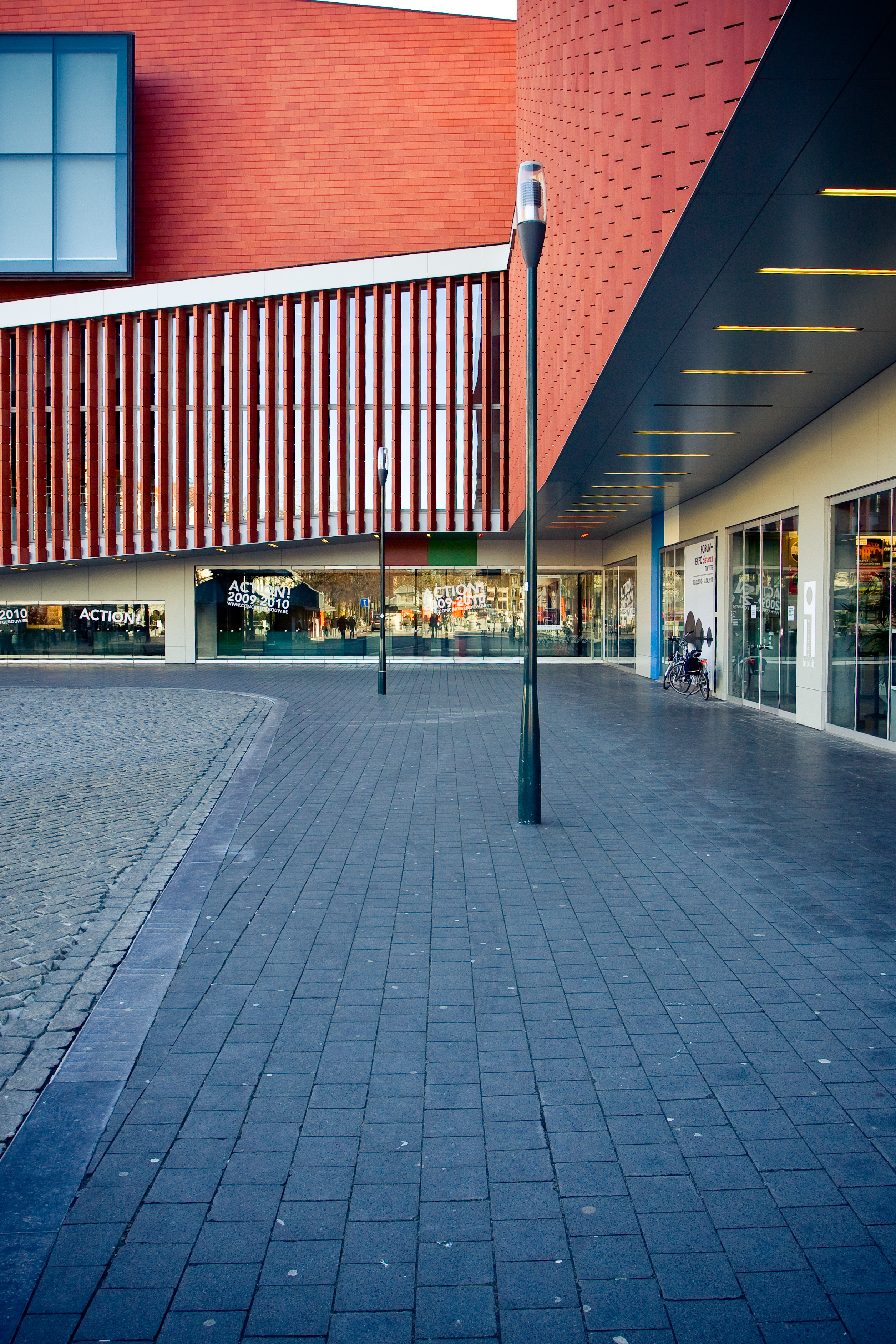
Entrée principale au fond et office de tourisme à droite.
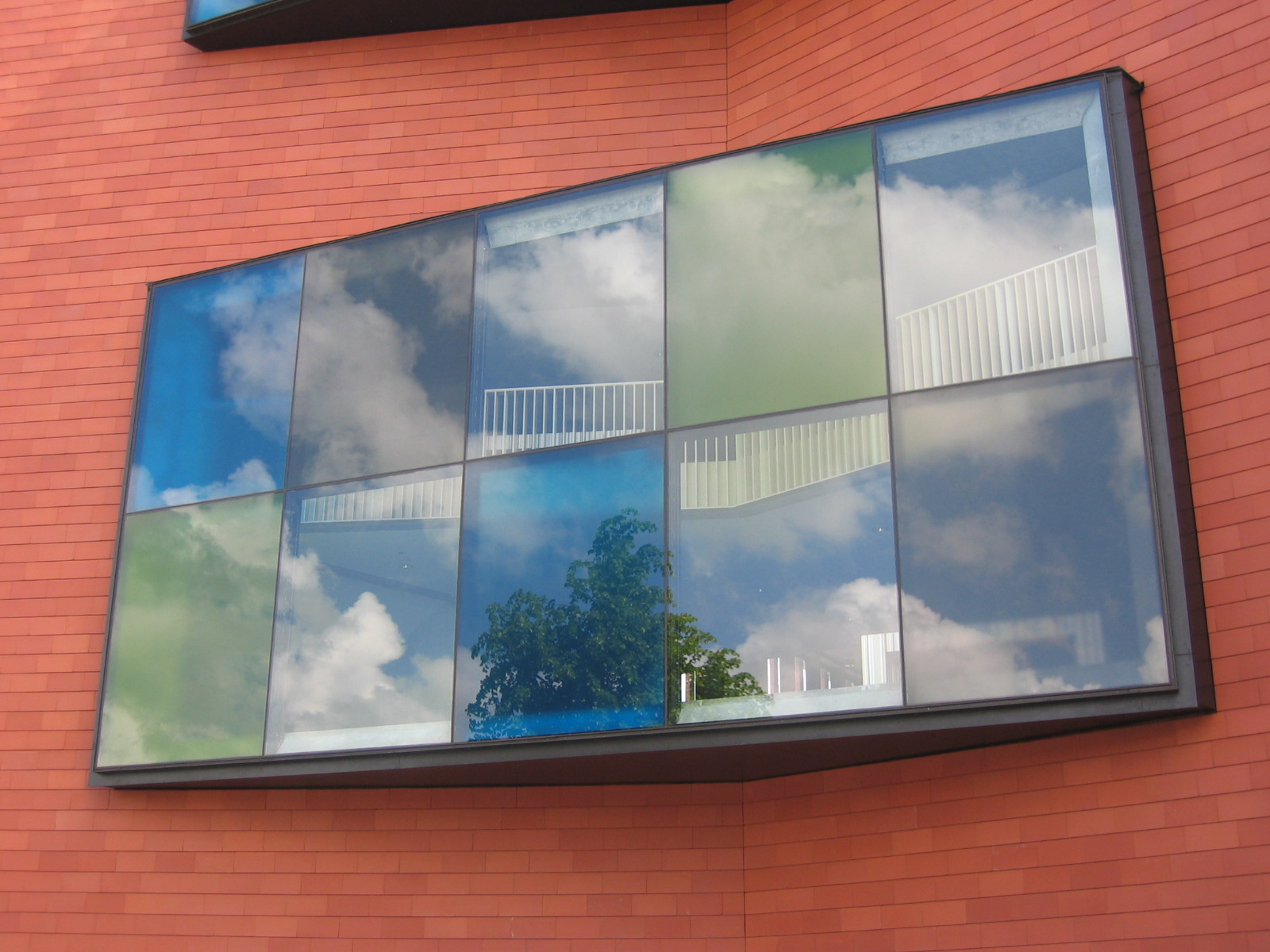
Détail de la façade ouest.
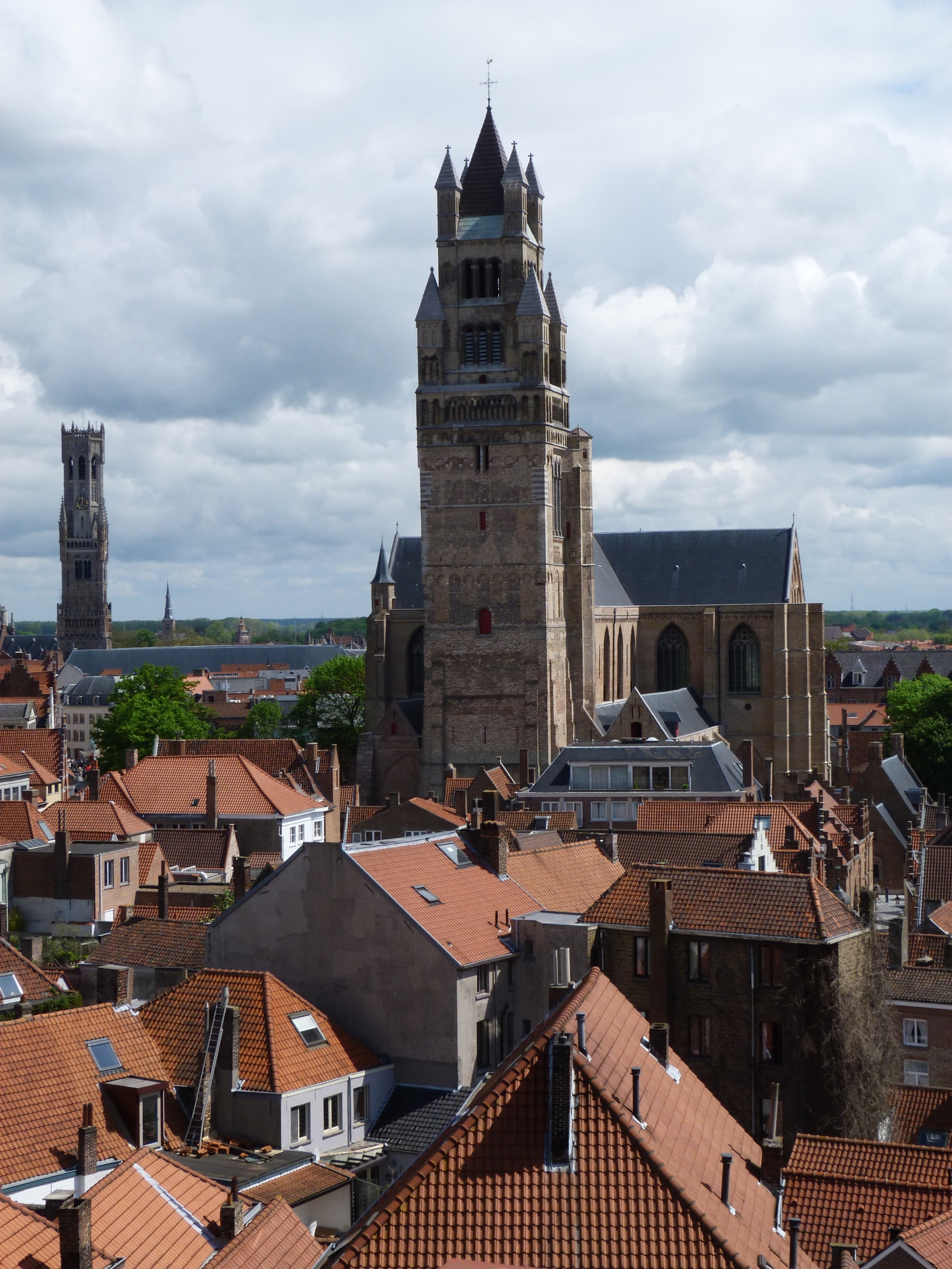
Vue au beffroi et la cathédrale de la tour.